# UCI-Mountainbike-Marathon-Serie
Die UCI-Mountainbike-Marathon-Serie (UCI Mountain Bike Marathon Series) war eine internationale Rennserie im Cross-Country. Sie wurde jährlich an mehreren Stationen weltweit ausgetragen und umfasste ausgewählte Rennen im Mountainbike-Marathon (XCM) und Cross-Country-Etappenrennen (XCS). Seit der Aufwertung zur Saison 2021 war die Serie vom Status her dem UCI-Mountainbike-Weltcup vergleichbar.

## Geschichte
Nachdem nach der Saison 2008 letztmals Marathon-Rennen im Rahmen des UCI-Mountainbike-Weltcup ausgetragen wurden, führte die UCI zur Saison 2012 die UCI-Mountainbike-Marathon-Serie neu ein. In der ersten Saison bestand die Serie aus elf Rennen, in denen sich die Teilnehmenden für die Mountainbike-Marathon-Weltmeisterschaften qualifizieren konnten. Bis 2019 wuchs die Anzahl der Rennen auf über 30 weltweit an, die Gesamtwertung und ein Ranking waren jedoch wenig aussagekräftig, da kein Fahrer an allen Rennen teilnehmen konnte.
Mit den Regeländerungen zur Saison 2021 wurde durch die UCI auch die UCI-Mountainbike-Marathon-Serie reorganisiert. Mit der Änderung wurden MTB-Marathon-Rennen und Cross-Country-Etappenrennen in einer Serie vergleichbar dem Weltcup zusammengefasst und auf eine kompakte Anzahl reduziert.
Mit der Schaffung der UCI Mountain Bike World Series mit dem neuen Partner Warner Bros. Discovery trägt die UCI seit der Saison 2023 wieder MTB-Marathon-Rennen im Rahmen des Mountainbike-Weltcups aus. Damit verbunden war die Einstellung der UCI-Mountainbike-Marathon-Serie. Seit 2025 gibt es einen eigenständigen UCI-Mountainbike-Marathon-Weltcup.

## Gesamtwertung

### Frauen
| Jahr | Gold            | Silber          | Bronze          |
| ---- | --------------- | --------------- | --------------- |
| 2022 | Lejla Njemčević | Stephanie Dohrn | Janina Wüst     |
| 2021 | Katažina Sosna  | Ariane Lüthi    | Stephanie Dohrn |

### Männer
| Jahr | Gold            | Silber        | Bronze              |
| ---- | --------------- | ------------- | ------------------- |
| 2022 | Andreas Seewald | Martin Stošek | Fabian Rabensteiner |
| 2021 | Andreas Seewald | Martin Stošek | Simon Schneller     |

## Ergebnisse 2022
Frauen
| # | Datum           | Veranstaltung             | Format | Sieger                             | Zweiter                             | Dritter                               |
| - | --------------- | ------------------------- | ------ | ---------------------------------- | ----------------------------------- | ------------------------------------- |
| 1 | 21.–26. Februar | Andalucía Bike Race       | XCS    | Ariane Lüthi Amy Wakefield         | Janine Schneider Irina Lützelschwab | Lejla Njemčević Stephanie Dohrn       |
| 2 | 20.–27. März    | Absa Cape Epic            | XCS    | Haley Batten Sofía Gómez Villafañe | Candice Lill Mariske Strauss        | Pauline Ferrand-Prévot Robyn de Groot |
| 3 | 19.–23. April   | 4 Islands Stage Race      | XCS    | Lejla Njemčević Stephanie Dohrn    | Costanza Fasolis Claudia Peretti    | Janina Wüst Greete Steinburg          |
| 4 | 5. Juni         | Bike Maraton Jelenia Góra | XCM    | Lejla Njemčević                    | Janina Wüst                         | Katažina Sosna                        |
| 5 | 14. August      | MTB Sakarya Cup           | XCM    | Katažina Sosna                     | Lejla Njemčević                     | Stephanie Dohrn                       |
| 6 | 20. August      | Grand Raid BCVS           | XCM    | Claudia Peretti                    | Estelle Morel                       | Costanza Fasolis                      |
| 7 | 2. Oktober      | Extreme Sur Loue          | XCM    | Estelle Morel                      | Lejla Njemčević                     | Claudia Peretti                       |
| 8 | 7. Oktober      | Roc d’Azur                | XCM    | Léna Gerault                       | Estelle Morel                       | Giada Specia                          |

Männer
| # | Datum           | Veranstaltung             | Format | Sieger                        | Zweiter                          | Dritter                             |
| - | --------------- | ------------------------- | ------ | ----------------------------- | -------------------------------- | ----------------------------------- |
| 1 | 21.–26. Februar | Andalucía Bike Race       | XCS    | Andreas Seewald Martin Stošek | Fabian Rabensteiner Wout Alleman | Hans Becking José Pedro Dias        |
| 2 | 20.–27. März    | Absa Cape Epic            | XCS    | Georg Egger Lukas Baum        | Andreas Seewald Martin Stošek    | Christopher Blevins Matthew Beers   |
| 3 | 19.–23. April   | 4 Islands Stage Race      | XCS    | Simon Stiebjahn Martin Frey   | Hugo Drechou Peeter Pruus        | Fabian Rabensteiner Daniel Geismayr |
| 4 | 5. Juni         | Bike Maraton Jelenia Góra | XCM    | Andreas Seewald               | Petr Vakoč                       | Jakob Hartmann                      |
| 5 | 14. August      | MTB Sakarya Cup           | XCM    | Lubomír Petruš                | Oleksandr Koniaiev               | Nelson Vera Ramos                   |
| 6 | 20. August      | Grand Raid BCVS           | XCM    | Andreas Seewald               | Urs Huber                        | Simon Schneller                     |
| 7 | 2. Oktober      | Extreme Sur Loue          | XCM    | Axel Roudil Cortinat          | Martin Stošek                    | Casey South                         |
| 8 | 7. Oktober      | Roc d’Azur                | XCM    | Hugo Drechou                  | Fabian Rabensteiner              | Andreas Seewald                     |

## Ergebnisse 2021
Frauen
| # | Datum           | Veranstaltung             | Format | Siegerin                            | Zweite                         | Dritte                              |
| - | --------------- | ------------------------- | ------ | ----------------------------------- | ------------------------------ | ----------------------------------- |
| 1 | 17.–22. Mai     | Andalucía Bike Race       | XCS    | Janine Schneider Hildegunn Hovdenak | Katažina Sosna Stephanie Dohrn | Jennie Stenerhag Irina Lützelschwab |
| 2 | 12. Juni        | Hero Südtirol Dolomites   | XCM    | Katažina Sosna                      | Ariane Lüthi                   | Angelika Tazreiter                  |
| 3 | 1. August       | MTB Sakarya Cup           | XCM    | Barbara Benkó                       | Stephanie Dohrn                | Nikol Flašarová                     |
| 4 | 21. August      | Grand Raid BCVS           | XCM    | Estelle Morel                       | Janine Schneider               | Katažina Sosna                      |
| 5 | 12. September   | La Forestière VTT         | XCM    | Ariane Lüthi                        | Lejla Tanović                  | Katažina Sosna                      |
| 6 | 26. September   | Bike Maraton Jelenia Góra | XCM    | Katažina Sosna                      | Aleksandra Andrzejewska        | Greete Steinburg                    |
| 7 | 8. Oktober      | Roc d’Azur                | XCM    | Katažina Sosna                      | Lejla Tanović                  | Costanza Fasolis                    |
| 8 | 17.–24. Oktober | Absa Cape Epic            | XCS    | Laura Stigger Sina Frei             | Candice Lill Mariske Strauss   | Ariane Lüthi Robyn De Groot         |

Männer
| # | Datum           | Veranstaltung             | Format | Sieger                      | Zweiter                      | Dritter                      |
| - | --------------- | ------------------------- | ------ | --------------------------- | ---------------------------- | ---------------------------- |
| 1 | 17.–22. Mai     | Andalucía Bike Race       | XCS    | Simon Schneller Urs Huber   | Hans Becking José Pedro Dias | Martin Frey Simon Stiebjahn  |
| 2 | 12. Juni        | Hero Südtirol Dolomites   | XCM    | Andreas Seewald             | Samuele Porro                | Héctor Leonardo Páez         |
| 3 | 1. August       | MTB Sakarya Cup           | XCM    | Martin Stošek               | Andreas Seewald              | Kristián Hynek               |
| 4 | 21. August      | Grand Raid BCVS           | XCM    | Andreas Seewald             | Martin Stošek                | Martin Fanger                |
| 5 | 12. September   | La Forestière VTT         | XCM    | Andreas Seewald             | Martin Stošek                | Urs Huber                    |
| 6 | 26. September   | Bike Maraton Jelenia Góra | XCM    | Martin Stošek               | Simon Schneller              | Andreas Seewald              |
| 7 | 8. Oktober      | Roc d’Azur                | XCM    | Andreas Seewald             | Fabian Rabensteiner          | Axel Roudil Cortinat         |
| 8 | 17.–24. Oktober | Absa Cape Epic            | XCS    | Jordan Sarrou Matthew Beers | Simon Stiebjahn Martin Frey  | Hans Becking José Pedro Dias |